# يطروفة إلنبيكية
يطروفة إلنبيكية (الاسم العلمي:Jatropha ellenbeckii) هي نوع من النباتات تتبع جنس اليطروفة من الفصيلة الفربيونية.